# كلية الإمام الأعظم الجامعة

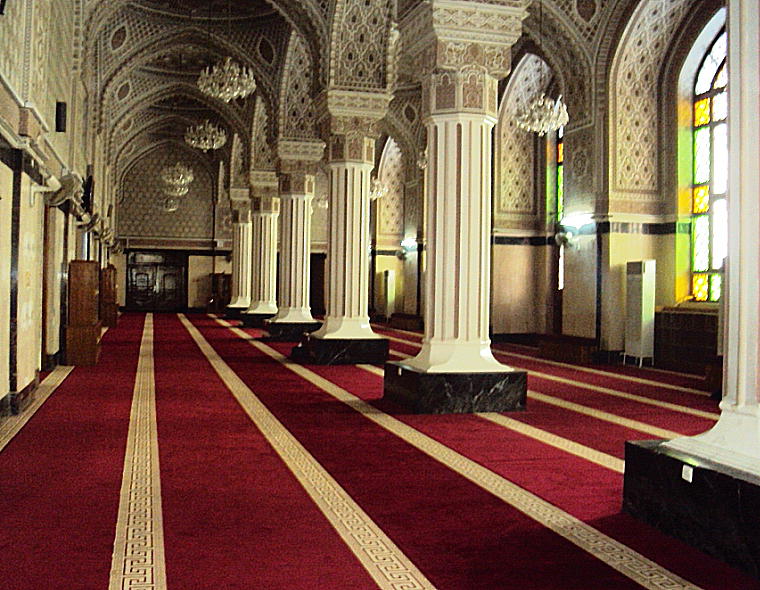
المصلى الداخلي (الرواق) في جامع الإمام الأعظم

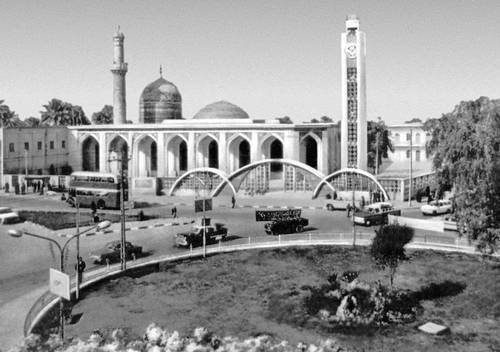
جامع الإمام الأعظم عام 1960

كلية الإمام الأعظم الجامعة في جامع أبي حنيفة في بغداد، وهي مدرسة دينية تهتم بتدريس العلوم الشرعية الإسلامية، وشيدت هذه المدرسة بجوار مشهد الإمام أبي حنيفة المتوفى عام 150 هـ/767م، وسميت باسمهِ، وشيدها شرف الملك أبو سعيد محمد بن منصور الخوارزمي، مستوفي مملكة السلطان ملك شاه السلجوقي عام 459 هـ/1066م، وذكر ابن الجوزي البغدادي المتوفى عام 597 هـ، في كتابهِ المنتظم فقال: (وفي سنة 459 هـ بنى أبو سعيد المستوفي مشهد أبي حنيفة وعمل لقبرهِ ملبناً وعقد القبة وعمل المدرسة بإزائه وأنزلها الفقهاء ورتب لهم مدرسة). وذكر هذه المدرسة ابن خلكان المتوفى سنة 681 هـ، في تاريخه. ولقد درس فيها علماء أعلام منهم الشيخ ضياء الدين أبو الفضل أحمد بن مسعود التركستاني المتوفي عام 610 هـ، وأبو الفضل شجاع بن الحسن المتوفي عام 557 هـ، وأبو الحسن مسعود بن الحسين القاضي المتوفي عام 571 هـ، وأبو المحاسن عبد اللطيف بن نصر الله الواسطي المتوفي عام 594 هـ، وعبد الملك بن عبد السلام اللمغاني المتوفى عام 648 هـ، وتاج الدين بن السباك البغدادي المتوفي عام 750 هـ، والشيخ أحمد السمين الألباني المتوفي عام 1320 هـ/1902م، والشيخ حسين البشدري المتوفي عام 1322 هـ/1904م، وغيرهم كثير.
تعتبر هذه المدرسة هي ثالث جامعة عالمية لا تزال تعمل حتى الآن حيث بنيت وأسست في عام 459 هـ/1066م. ولقد سبقتها جامعة القرويين بالمغرب، والتي بنيت في عام 859م، والجامع الأزهر في مصر، والذي أسس في عام 972م، وكانت جامعة بولونيا هي أول جامعة تبنى في قارة أوروبا، حيث بنيت في عام 1088م.
ومن أوائل الخمسة من أقدم الجامعات، لا تزال ثلاثة جامعات في العالم الإسلامي تعمل وهي: جامع القرويين والجامع الأزهر بمصر وكلية الإمام الأعظم في العراق. ثم بنيت بعدها جامعة بولونيا في إيطاليا عام 1088م، وجامعة أكسفورد في إنجلترا والتي بنيت في عام 1096م.

## إعادة بنائها

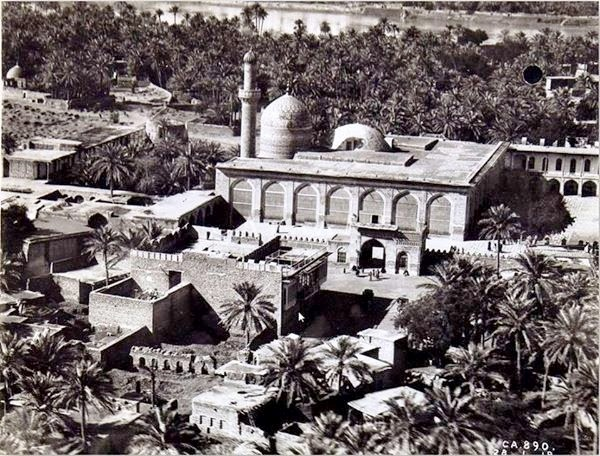
صورة واجهة جامع الإمام أبي حنيفة في عام 1919

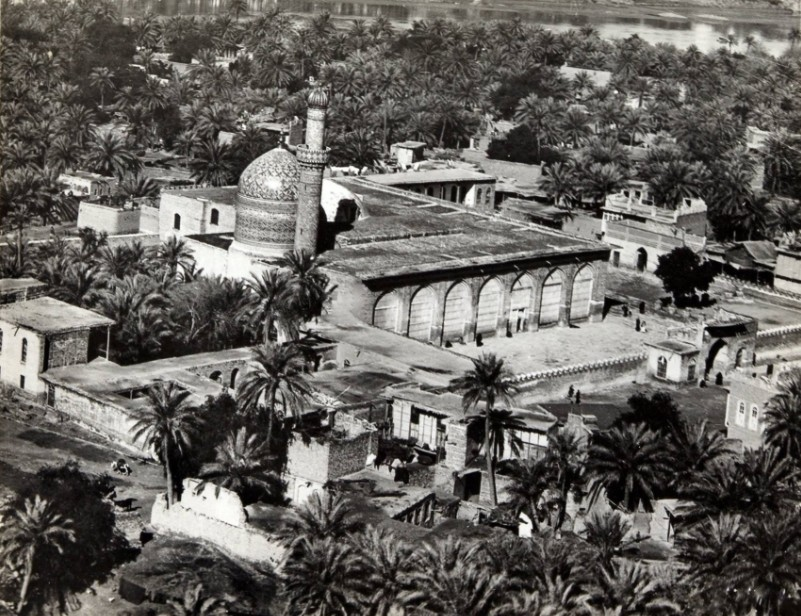
صورة جانبية لجامع الإمام أبي حنيفة في عام 1919

أعيد بناؤها مرة أخرى في عهد الدولة العثمانية عام 1911م، حيث طالب الشيخ العلامة نعمان الأعظمي السلطان العثماني بما لجامع أبو حنيفة من حقوق مغدورة وكانت مجلتهِ التي يصدرها (تنوير الأفكار) والتي كانت تنطق بلسانهِ فحصل بجده وسعيهِ على موافقة السلطان لإنشاء كلية في الجامع، وكان للشيخ نعمان الأعظمي الفضل الأكبر في السعي لإنشائها وبنائها، وتعتبر من مآثرهِ وجليل أعمالهِ.

## في العهد الملكي

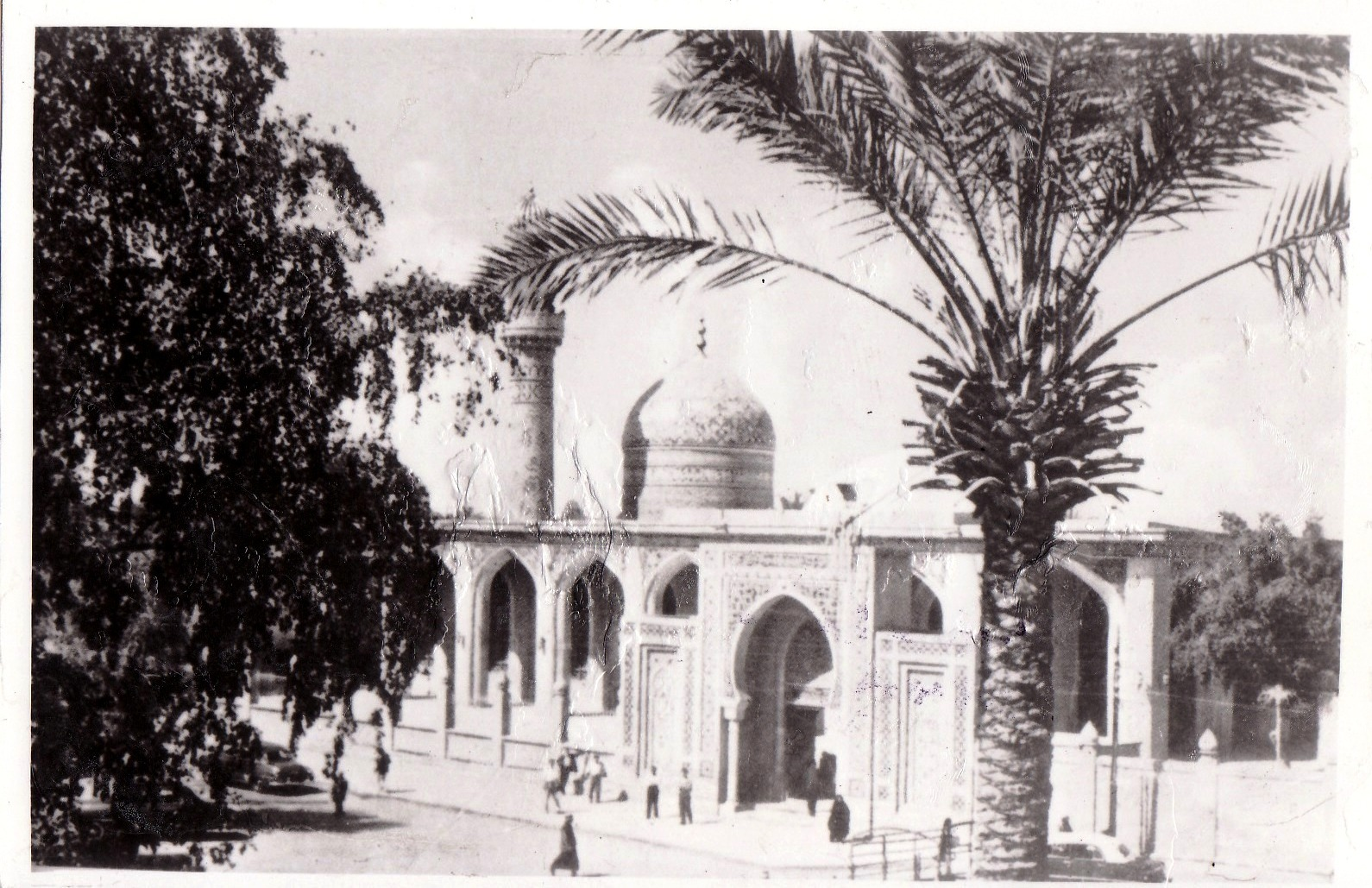
مشهد لجامع الإمام أبي حنيفة في العهد الملكي

في عام 1923م صدر الأمر الملكي من (المملكة العراقية) بإعادة (الكلية الأعظمية) وجعلها تابعة لديوان وزارة الأوقاف. وفي عام 1924م، عين الشيخ نعمان الأعظمي مديراً لكلية الإمام الأعظم في الأعظمية، وقد أبدل اسمها إلى (دار العلوم العربية والدينية). وكان لهُ مجلس يقيمهُ فيها ويتردد عليه الناس للوعظ والأرشاد، وقد تولى عمادتها من بعدهِ المؤرخ الأستاذ ناجي معروف، ثم عين الأستاذ هاشم الآلوسي عميداً لها.

## في العهد الجمهوري
- في عام 1967م، صدر القانون رقم 38 للجمهورية العراقية وبموجبهِ أُسست باسم (كلية الإمام الأعظم) مرة أخرى.
- في السبعينات كانت الأقسام الداخلية للكلية في منطقة سبع أبكار وكان للطلاب باصات خاصة تنقلهم كل يوم من السكن إلى الكلية.[6]
- في عام 1974م، صدر قرار مجلس قيادة الثورة بإلغاء التعليم الأهلي، معتبراً الأوقاف جهة أهلية فأممت هذه الكلية وألحقت بوزارة التعليم العالي.
- في عام 1980م، صدر قرار مجلس قيادة الثورة بدمجها بجامعة بغداد وتسميتها بكلية الشريعة، ثم صدر قانون يقضي بتسميتها المعهد العالي لإعداد الأئمة والخطباء.
- في عام 1986م تم تأسيس مكتبة الكلية والتي حوَت مجموعة من الكتب الإسلامية القيمة.
- وفي عام 1997م، صدر القانون رقم (19) القاضي بتأسيس كلية إسلامية في بغداد ترتبط بوزارة الأوقاف والشؤون الدينية باسم (كلية صدام لإعداد الأئمة والخطباء والدعاة) ولها حق فتح أقسام علمية في المحافظات ونصت المادة رقم (21) من القانون المذكور الفقرة الثانية(يطبق قانون وزارة التعليم العالي والبحث العلمي وقانون الخدمة الجامعية فيما لم يرد به نص خاص في هذا القانون).

## بعد الغزو الأمريكي للعراق
بعد الغزو الأمريكي للعراق في عام 2003م، قررت الهيئة التدريسية إرجاع تسميتها للاسم الأول (كلية الإمام الأعظم). وصارت هذه المدرسة كلية تُدرس فيها مختلف العلوم الشرعية الإسلامية، كالفقه والعقيدة والدعوة والإرشاد، وهي تعتبر من أقدم المدارس العلمية في بغداد التي ما زالت عاملة لحد الآن. ومن الناحية الإدارية والمالية ترتبط الكلية حالياً برئاسة ديوان الوقف السني في العراق.

## وصلات خارجية
العنوان الإلكتروني لكلية الإمام الأعظم على شبكة الإنترنت
http://www.imamaladham.edu.iq